# Сентрал Бјут (Саскачеван)
Сентрал Бјут (енгл. Central Butte) је малено урбано насеље са административним статусом варошице у јужном делу канадске провинције Саскачеван. Налази се на раскрсници магистралних друмова 19 и 42 на око 20 км јужно од вештачког језера Дифенбејкер (река Јужни Саскачеван).
Најближе веће градско насеље је Мус Џо који се налази око 80 км југоисточније, админстративни центар провинције Реџајна се налази 140 км југоисточније, док је највећи град у провинцији Саскатун удаљен 160 км северно.

## Историја
Први досељеници у ово подручје дошли су 1905, исте године када је Саскачеван стекао статус канадске провинције. Већ наредне године у насељу је отворена пошта и прва трговина чиме је Сентрал Бјут и службено основан као насеље. Насеље је 1914. железницом повезано са градом Мус Џо (та линија је укинута због непрофитабилности 1996. године).

## Демографија
Према резултатима пописа становништва из 2011. у варошици је живело 365 становника у укупно 214 домаћинстава, што је за 1,9% мање у односу на 372 житеља колико је регистровано 
приликом пописа 2006. године.
| 2001. | 2011. |
| ----- | ----- |
| 439   | 365   |